# دینار (حاکم)
دینار نجیب‌زاده ایرانی از خاندان کارن و حاکم نهاوند بود. او در زمان پادشاهی یزدگرد سوم می‌زیست.
پس از شکست ایرانیان از اعراب در نبرد نهاوند، دینار که حاکم نهاوند بود با آنان صلح نمود. وی تا دوران معاویه حاکم نهاوند بود.

## بازماندگان
بازماندگان او با نام ایل دیناروند در لرستان، ایلام و خوزستان  ساکن هستند.